# Thị trấn nhà thờ Gammelstad
Thị trấn nhà thờ Gammelstad (tiếng Thụy Điển: Gammelstads kyrkstad) là một Di sản thế giới được UNESCO công nhận nằm tại Gammelstaden, gần thành phố Luleå, Thụy Điển, ở cuối phía bắc của vịnh Bothnia. Đây là ví dụ được bảo tồn tốt nhất về một loại thị trấn đã từng phổ biến rộng rãi khắp vùng Bắc Scandinavia.
Thị trấn nằm cách thượng nguồn sông Lule khoảng 10 kilômét. Tại trung tâm của nó là nhà thờ Nederluleå xây dựng từ thế kỷ 15, bao quanh bởi 424 ngôi nhà được xây dựng bằng gỗ. Những ngôi nhà chỉ được sử dụng vào chủ nhật và trong các lễ hội tôn giáo để dành riêng cho những tín đồ từ các vùng nông thôn xung quanh, những người không thể trở về nhà trong cùng một ngày vì khoảng cách và điều kiện đi lại khó khăn.
Do được xây dựng bằng gỗ nên các ngôi nhà ở thị trấn thường xuyên phải được bảo dưỡng để tránh mục nát cùng với việc tuyết được dọn thường xuyên trên các mái nhà vào mùa đông.

## Lịch sử
hị trấn nhà thờ Gammelstad bắt đầu được hình thành như một trạm giao dịch và trở thành trung tâm thực hiện nghi lễ tôn giáo cho các cộng đồng nông nghiệp trong khu vực. Gammelstad là một ví dụ được bảo tồn đặc biệt của một thị trấn nhà thờ Scandinavia. Các khu định cư như vậy là duy nhất trên thế giới bởi vì chúng được định hình dựa theo nhu cầu tôn giáo và xã hội của cư dân trong khu vực, chứ không phải bởi các thế lực kinh tế hay địa lý.
Nhiều ngôi nhà gỗ được xây dựng xung quanh nhà thờ chỉ được sử dụng vào Chủ nhật, và kết hợp với các lễ hội tôn giáo như nhà ở qua đêm cho những tín đồ tôn giáo từ vùng nông thôn xung quanh, bởi những chuyến đi của họ liên quan đến việc đi hành hương xa trong một môi trường tự nhiên khắc nghiệt và hiểm trở. Sự phát triển của Gammelstad thành một thị trấn nhà thờ thay vì một thị trấn thương mại là kết quả trực tiếp của việc động đất khiến cho thị trấn không thể sử dụng được vào thế kỷ 17, buộc người dân phải di dời trung tâm thương mại của họ. Khu định cư mới mang tên Luleå trong khi địa điểm nhà thờ trước đó được đổi tên thành Gammelstad (phố cổ). Việc di dời trung tâm thương mại đã bảo tồn khu định cư độc đáo của Gammelstad, khiến nó không bị ảnh hưởng bởi quá trình công nghiệp hóa trong khu vực vào thế kỷ 19.
Bố cục của Gammelstad đã được bảo tồn toàn bộ. Quy hoạch đô thị của thị trấn hình thành qua vài thế kỷ, bao gồm con đường xuyên tâm đến nhà thờ và những con đường lượn quanh trung tâm thị trấn dọc theo hai bên của đồi. Một bức tường với cổng được xây dựng xung quanh nhà thờ, tuy nhiên bức tường hiện tại là một công trình tái thiết. Sự phát triển bị dừng lại từ nửa sau thế kỷ 17. Trong thời hiện đại, còn rất ít khu định cư nhà thờ Scandinavia còn lại, và Gammelstad là ví dụ được bảo tồn tốt nhất của hình thức định cư này.

## Tòa nhà
Có tổng cộng 520 tòa nhà nằm trong danh sách di sản thế giới này. Nó bao gồm 404 nhà thờ nông thôn được chia ra thành 552 phòng riêng biệt và 116 tòa nhà khác. Những nhà thờ này được dùng làm nhà ở ngắn hạn cho các tín đồ tôn giáo được nối liền với những ngôi nhà lớn, thông thường hơn dành cho ủy viên giáo hội và các thương nhân sống lâu dài trong khu định cư. Cả hai loại nhà ở bao quanh nhà thờ có niên đại cuối thế kỷ 15 là tòa nhà bằng đá duy nhất của địa hạt, có kích thước phản ánh sự thịnh vượng của khu vực. Các tòa nhà đáng chú ý khác bao gồm Nhà nguyện Bethel, Nhà biệt lập, Nhà giáo xứ, Nhà thờ Tithe, Nơi ở của thị trưởng, nơi ở của thuyền trưởng và nhà khách.

## Hình ảnh

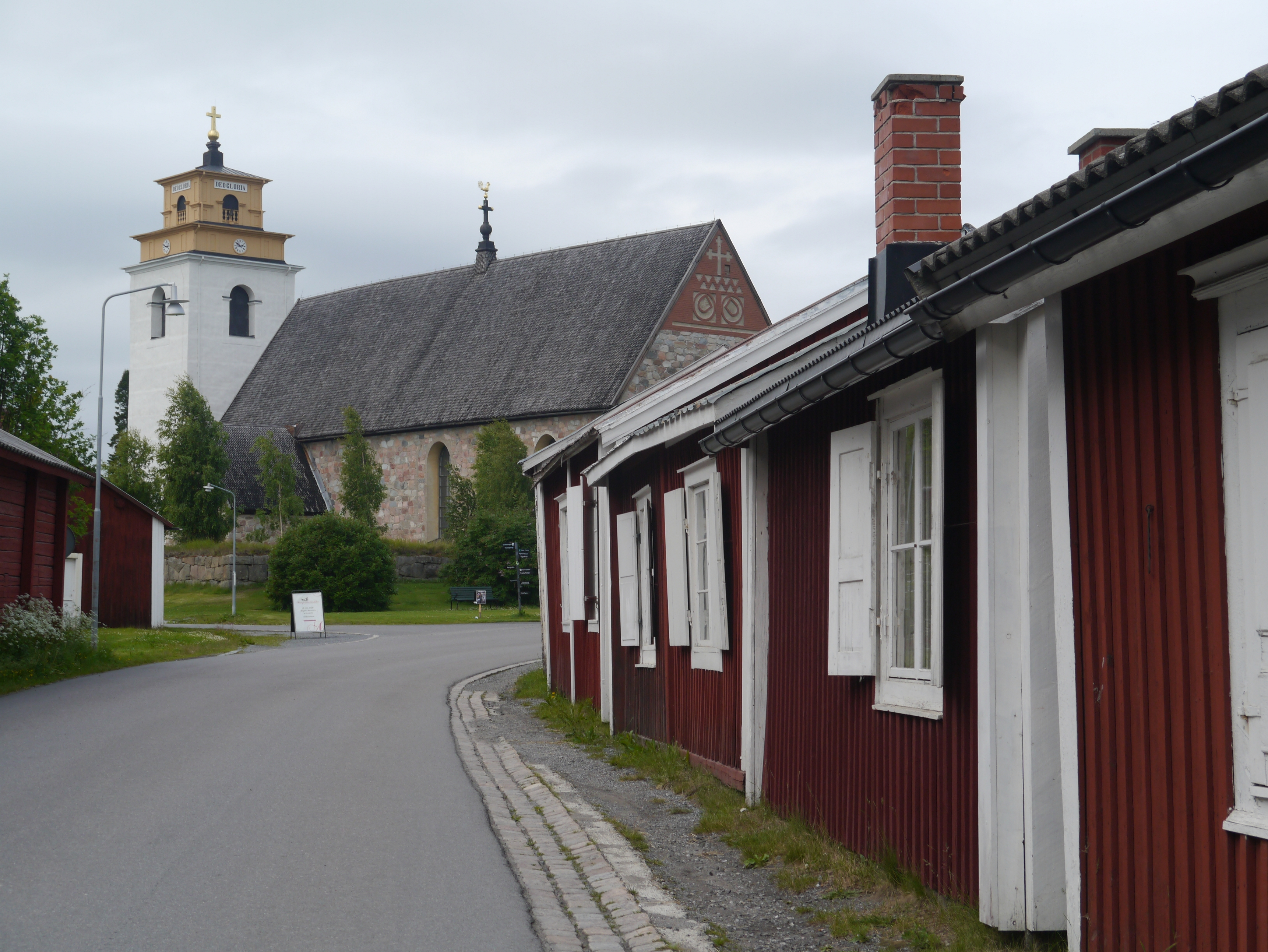
Di sản thế giới Gammelstad gần Luleå
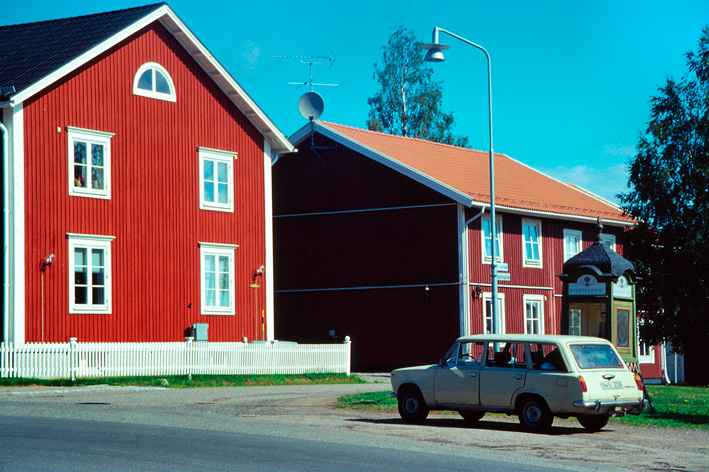
Di sản thế giới Gammelstad gần Luleå
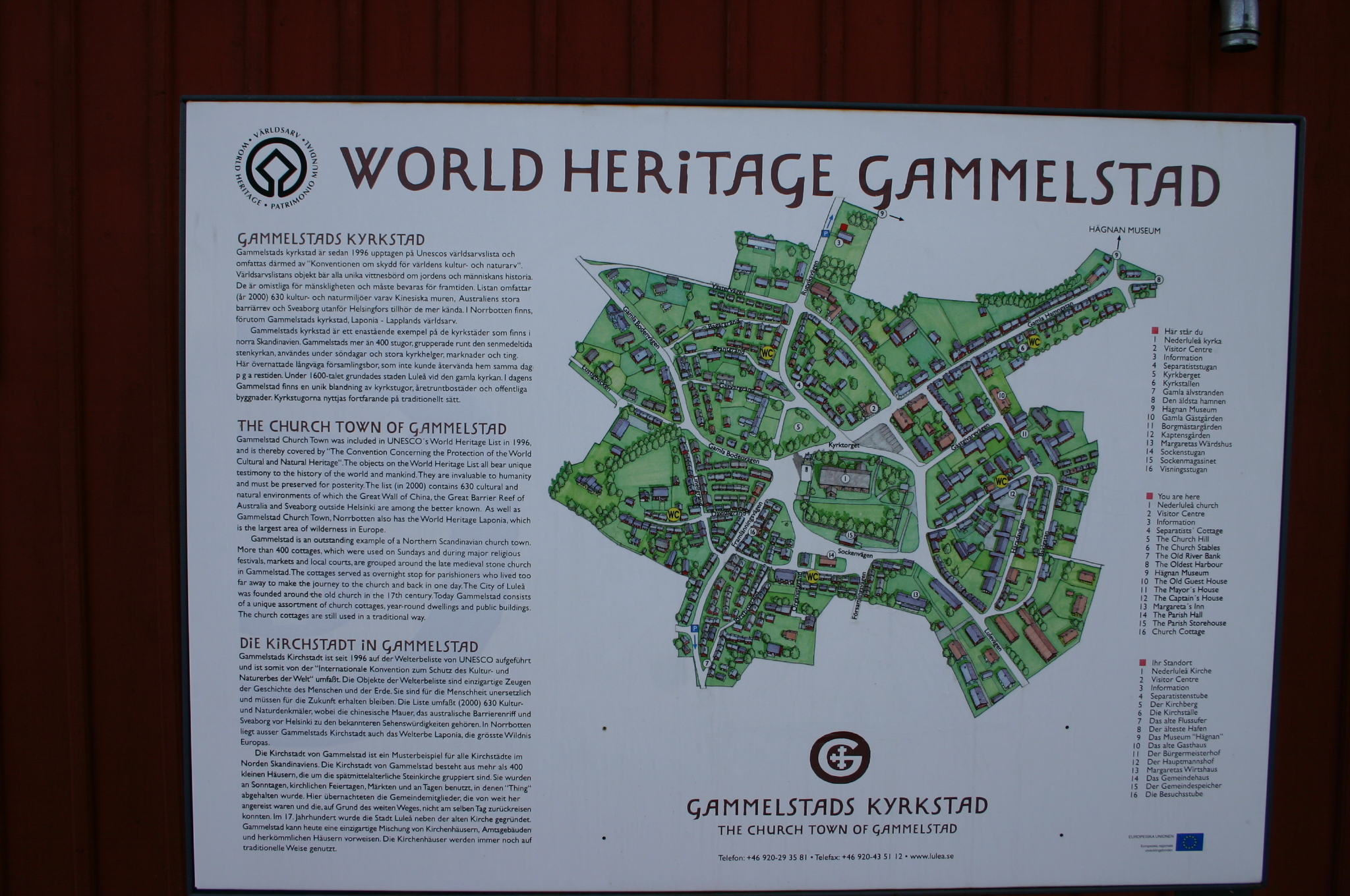
Bản đồ thị trấn Gammelstad ở lối vào
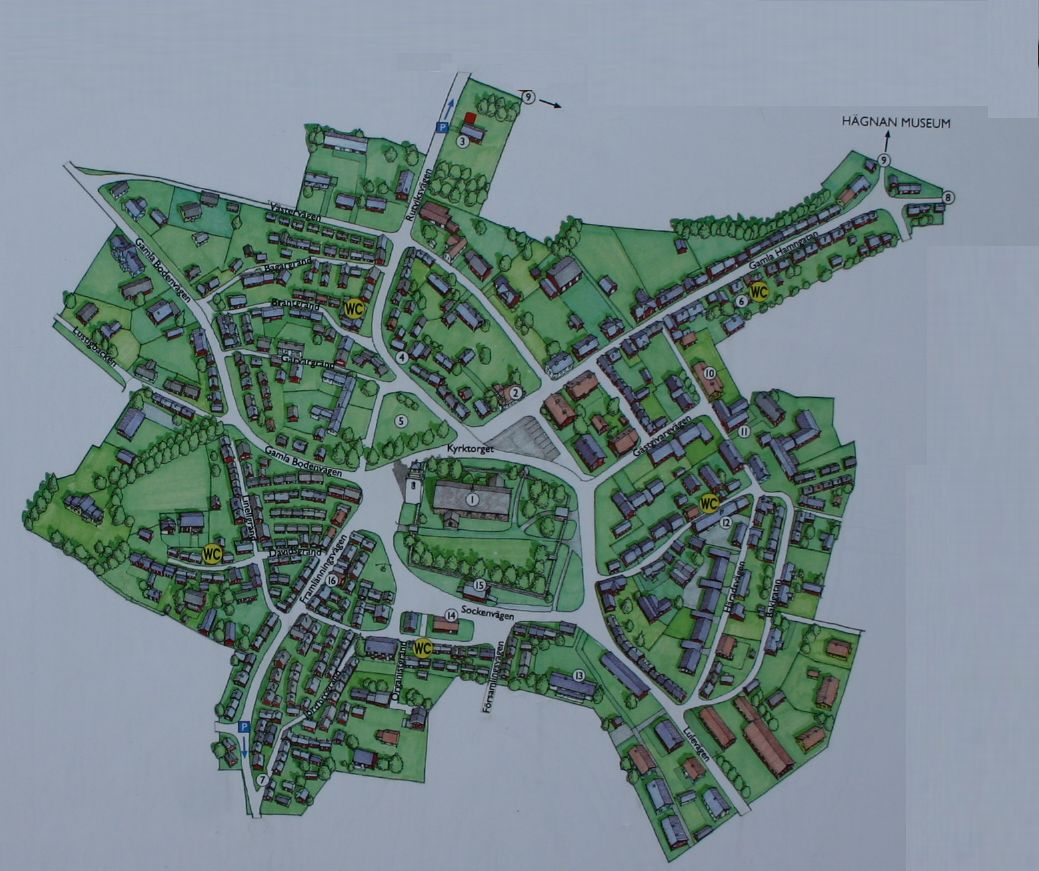
Bản đồ thị trấn Gammelstad
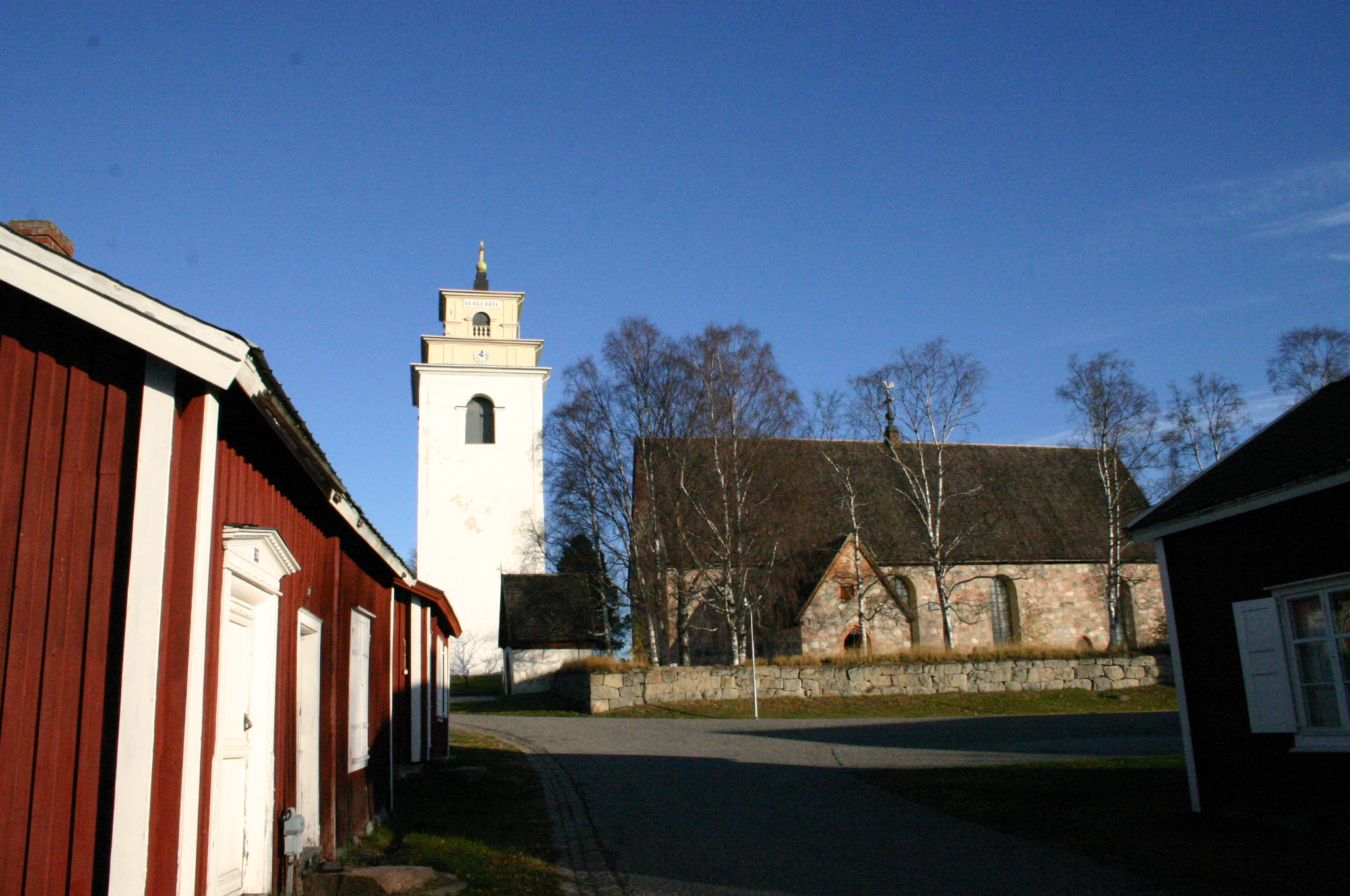
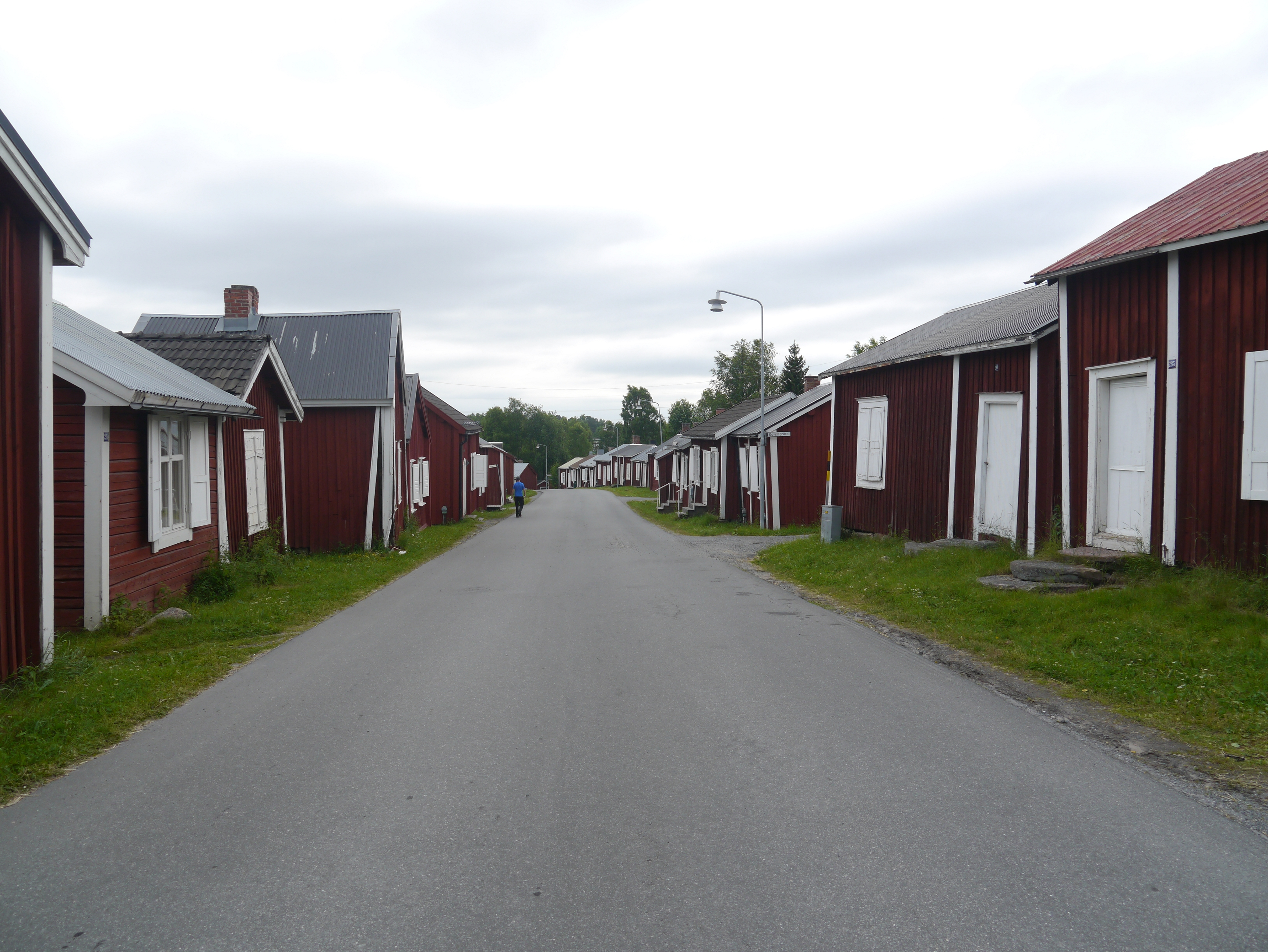
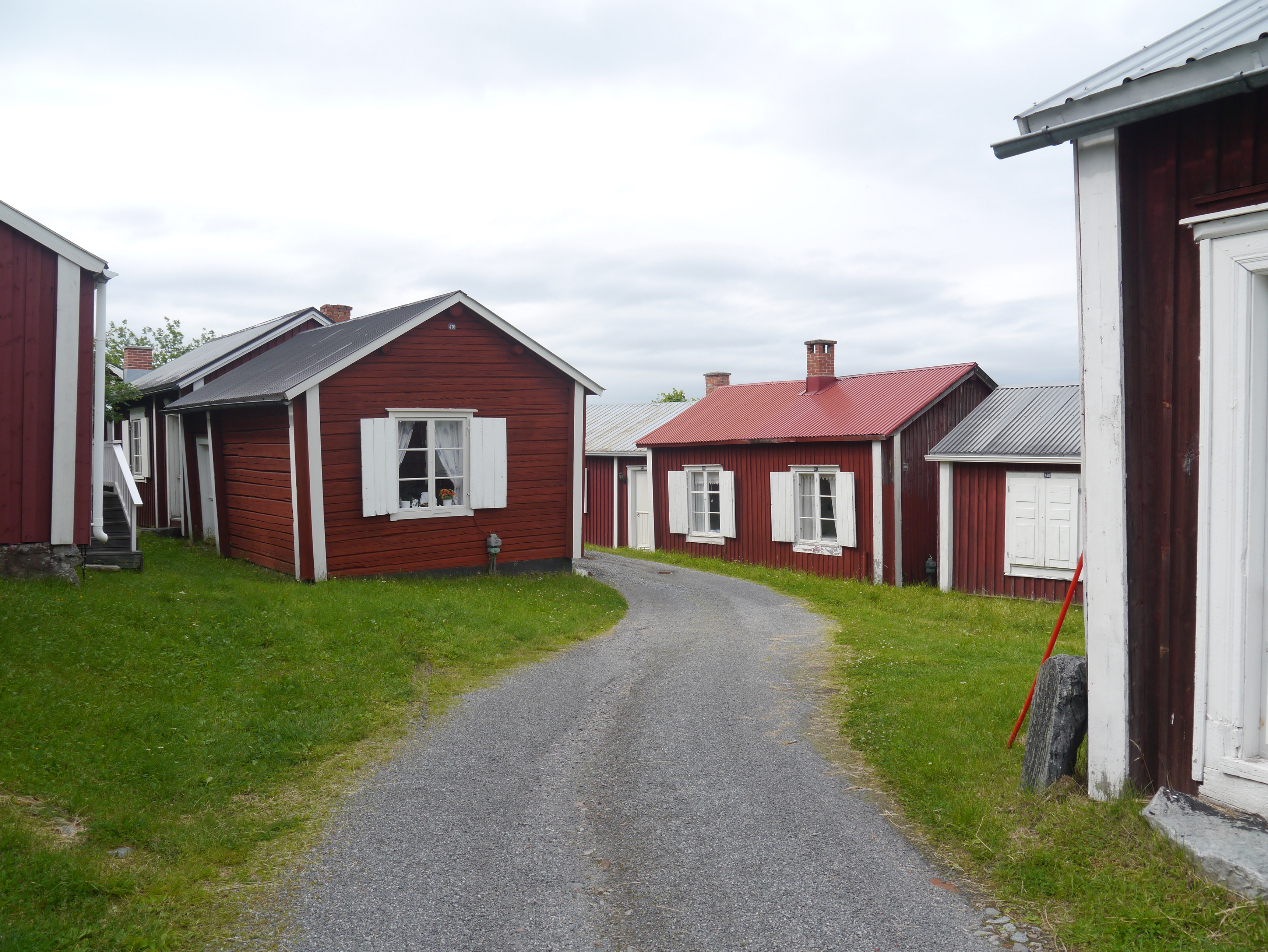